# خيسوس فاسكيز
خيسوس فاسكيز (بالإسبانية: Jesús Vázquez)‏ هو مذيع وعارض وصحفي ومقدم تلفزيوني إسباني، ولد في 9 سبتمبر 1965 في فيرول في إسبانيا.

## وصلات خارجية
- خيسوس فاسكيز على موقع IMDb (الإنجليزية)
- خيسوس فاسكيز على موقع ميوزك برينز (الإنجليزية)
- خيسوس فاسكيز على موقع قاعدة بيانات الفيلم (الإنجليزية)